# Graziella Berti
Pour les articles homonymes, voir Berti.
Graziella Berti, née Maria Grazia Mariani (Lucca, 20 avril 1929 – Pise, 11 juin 2013), est une archéologue italienne.

## Biographie
Graziella Berti naît à Lucca le 20 avril 1929.
Diplômée de chimie, elle crée des nouvelles méthodologies d'étude de la céramique avec Tiziano Mannoni. Ces méthodes sont utilisées depuis par les archéologues.
Elle se spécialise en archéologie médiévale italienne, espagnole et française, et participe en particulier aux recherches à Pise, en contribuant à l'avancement des études sur les productions de céramiques au Moyen Âge.
En 1981, elle publie avec Liana Tongiorgi un livre sur les bassins en céramique médiévaux de la région de Pise,. En retour, elle obtient le titre d'inspectrice honorifique du ministère des biens culturels et environnementaux.
En 1994, elle co-fonde la Società degli Archeologi Medievisti Italiani (SAMI, société des archéologues médiévistes italiens).
Elle publie son dernier ouvrage de référence, Ceramiche con coperture vetrificate usate come "bacini". Importazioni a Pisa e in altri centri della Toscana tra fine X e XIII secolo, en 2011. Elle meurt à Pise le 11 juin 2013.